# 辽溪铁路
辽溪铁路，原名辽公联络线，是连接辽宁省辽阳市和本溪市的一条非电气化铁路（辽阳―新寒岭站间为复线，新寒岭站过后线路分为甲乙线，甲线走北台接入本溪站，乙线走金家堡，并且没有寒岭站，最后接入沈丹线福金站）。全长69公里、属沈阳铁路局管辖，是沈大铁路与沈丹铁路的联络线。

## 历史
- 1938年至1942年建成。
- 2009年4月，辽溪铁路辽阳至安平段改移工程开工[1]。改移后的辽溪铁路自沈大铁路辽阳站北端引出，与哈大客运专线并行，接入既有辽溪铁路安平站。新线路全长47.16公里，由单线行车变为双线。破除了辽阳市区向太子河东发展的屏障。2011年10月31日改移工程竣工开通。[2]

## 与其它铁路的连接
- 辽阳站：沈大铁路
- 本溪站：沈丹铁路、溪田铁路
- 宝镜站：改移前老线，现为宝东线